# Primera División de baloncesto 1960-61
La temporada 1960-61 de la Liga Española de Baloncesto fue la quinta edición de dicha competición. La formaron doce equipos, el ganador disputaría al año siguiente la Copa de Europa, mientras que los dos últimos clasificados dispurtarían una promoción de descenso. Comenzó el 3 de diciembre de 1960 y finalizó el 5 de marzo de 1961. El campeón fue por cuarta vez el Real Madrid CF.

## Equipos participantes
| Equipo          | Sede      |
| --------------- | --------- |
| Real Madrid CF  | Madrid    |
| CB Orillo Verde | Sabadell  |
| CF Barcelona    | Barcelona |
| Club Juventud   | Badalona  |
| CB Aismalíbar   | Moncada   |
| Club Águilas    | Bilbao    |
| CB Estudiantes  | Madrid    |
| Canoe NC        | Madrid    |
| CD Iberia       | Zaragoza  |
| RCD Español     | Barcelona |
| Real Zaragoza   | Zaragoza  |
| UD Montgat      | Montgat   |

## Clasificación
| Pos. | Equipo          | Pts. | PJ | G  | E | P  | GF   | GC   | Dif. | Clasificación o descenso           |
| ---- | --------------- | ---- | -- | -- | - | -- | ---- | ---- | ---- | ---------------------------------- |
| 1    | Real Madrid (C) | 63   | 22 | 21 | 0 | 1  | 1592 | 1154 | +438 | Clasificado para la Copa de Europa |
| 2    | CB Orillo Verde | 45   | 22 | 15 | 0 | 7  | 1412 | 1244 | +168 | Abandono                           |
| 3    | Barcelona       | 45   | 22 | 15 | 0 | 7  | 1210 | 1177 | +33  | Abandono                           |
| 4    | Juventud        | 42   | 22 | 14 | 0 | 8  | 1261 | 1161 | +100 |                                    |
| 5    | Aismalíbar      | 38   | 22 | 12 | 2 | 8  | 1243 | 1105 | +138 |                                    |
| 6    | Águilas         | 39   | 22 | 13 | 0 | 9  | 1195 | 1179 | +16  |                                    |
| 7    | Estudiantes     | 32   | 22 | 10 | 2 | 10 | 1248 | 1233 | +15  |                                    |
| 8    | Real Canoe      | 30   | 22 | 10 | 0 | 12 | 1327 | 1359 | −32  |                                    |
| 9    | Iberia          | 28   | 22 | 9  | 1 | 12 | 1200 | 1394 | −194 |                                    |
| 10   | Español         | 18   | 22 | 6  | 0 | 16 | 1071 | 1148 | −77  |                                    |
| 11   | Zaragoza        | 7    | 22 | 2  | 1 | 19 | 1128 | 1417 | −289 | Promoción de descenso              |
| 12   | Montgat         | 6    | 22 | 2  | 0 | 20 | 1074 | 1390 | −316 | Promoción de descenso              |

 Fuente: Linguasport
Notas:
1. ↑  El Orillo Verde renuncia a la categoría al final de la temporada
2. ↑  El Barcelona renuncia a la categoría al final de la temporada

| Campeón 1960-61 |
| --------------- |
| Real Madrid     |

## Promoción de ascenso
| Equipo 1 | Series | Equipo 2 | 1.er partido | 2.º partido | 3.er partido |
| -------- | ------ | -------- | ------------ | ----------- | ------------ |
| Zaragoza | 1–2    | Agromán  | 60–65        | 50–45       | 52–58        |
| Montgat  | 0–2    | Picadero | 0            | 0           | 0            |

## Máximos anotadores
| Pos. | Nombre           | Equipo          | Puntos |
| ---- | ---------------- | --------------- | ------ |
| 1.   | Francisco Llobet | CB Orillo Verde | 450    |
| 2.   | John Arrillaga   | Club Águilas    | 439    |
| 3.   | Nino Buscató     | CB Aismalíbar   | 390    |
| 4.   | José María Soro  | CB Orillo Verde | 379    |
| 5.   | Adolfo Beneyto   | Canoe NC        | 369    |